# ديفيد فورد (سياسي)
ديفيد فورد (بالإنجليزية: David Ford)‏ هو سياسي بريطاني، ولد في 24 فبراير 1951 في كنت في المملكة المتحدة. حزبياً، نشط في حزب التحالف لأيرلندا الشمالية ‏.

## مناصب
- في انتخابات الجمعية التشريعية لأيرلندا الشمالية، 1998 [الإنجليزية]‏، انتخب عضو الجمعية التشريعية الأولى لأيرلندا الشمالية عن دائرة South Antrim (Assembly constituency) [الإنجليزية]‏ وقد انضم خلال فترته النيابية ‏ (25 يونيو 1998 – 28 أبريل 2003) للكتلة البرلمانية حزب التحالف لأيرلندا الشمالية [الإنجليزية]‏.
- في انتخابات الجمعية التشريعية لأيرلندا الشمالية، 2003 [الإنجليزية]‏، انتخب عضو الجمعية التشريعية الثانية لأيرلندا الشمالية عن دائرة South Antrim (Assembly constituency) [الإنجليزية]‏ وقد انضم خلال فترته النيابية ‏ (26 نوفمبر 2003 – 30 يناير 2007) للكتلة البرلمانية حزب التحالف لأيرلندا الشمالية [الإنجليزية]‏.
- في انتخابات الجمعية التشريعية لأيرلندا الشمالية،  2007 [الإنجليزية]‏، انتخب عضو الجمعية التشريعية الثالثة لأيرلندا الشمالية عن دائرة South Antrim (Assembly constituency) [الإنجليزية]‏ وقد انضم خلال فترته النيابية ‏ (9 مارس 2007 – 24 مارس 2011) للكتلة البرلمانية حزب التحالف لأيرلندا الشمالية [الإنجليزية]‏.
- في انتخابات الجمعية التشريعية لأيرلندا الشمالية، 2011 [الإنجليزية]‏، انتخب عضو الجمعية التشريعية الرابعة لأيرلندا الشمالية ‏ عن دائرة South Antrim (Assembly constituency) [الإنجليزية]‏ وقد انضم خلال فترته النيابية ‏ (6 مايو 2011 – 24 مارس 2016) للكتلة البرلمانية حزب التحالف لأيرلندا الشمالية [الإنجليزية]‏.
- في 2016 Northern Ireland Assembly election [الإنجليزية]‏، انتخب Member of the 5th Northern Ireland Assembly ‏ عن دائرة South Antrim (Assembly constituency) [الإنجليزية]‏ وقد انضم خلال فترته النيابية ‏ (7 مايو 2016 – 26 يناير 2017) للكتلة البرلمانية حزب التحالف لأيرلندا الشمالية [الإنجليزية]‏.
- في انتخابات جمعية أيرلندا الشمالية 2017 [الإنجليزية]‏، انتخب Member of the 6th Northern Ireland Assembly ‏ عن دائرة South Antrim (Assembly constituency) [الإنجليزية]‏ وقد انضم خلال فترته النيابية ‏ (3 مارس 2017 – 25 يونيو 2018) للكتلة البرلمانية حزب التحالف لأيرلندا الشمالية [الإنجليزية]‏.
- انتخب وزير العدل (12 أبريل 2010 – 6 مايو 2016).
- انتخب Leader of the Alliance Party of Northern Ireland ‏ (2001 – ).